# Maria Amélia Matos
Maria Amélia Matos foi uma das pioneiras na área de psicologia no Brasil. Nasceu em Birigui, em 14 de abril de 1939. Foi secretária na primeira gestão da Sociedade Brasileira de Psicologia e contribuiu para a criação e a manutenção do Programa de Pós-graduação em Psicologia Experimental da Universidade de São Paulo.
Maria Amélia deixou Birigui em 1957 para cursar pré-vestibular na cidade de São Paulo. Fez parte da primeira turma do curso de psicologia da USP,ingressando em 1958, quando militou no processo de regulamentação da profissão de psicólogo. Nessa época conheceu a professora Carolina Martuscelli Bori (1924-2004), com quem trabalhou e de quem se tornou amiga pessoal.
Ainda na USP, Maria Amélia teve contato com o professor estadunidense, Fred S. Keller, quando de sua visita ao Brasil, entre 1961 e 1962. Ela fez parte do grupo de alunos que ajudou a montar o primeiro laboratório de pesquisa em Análise Experimental do Comportamento do país. Ao se formar, em 1962, incentivada por Keller, cursou pós-graduação em Análise Experimental do Comportamento na Columbia University, nos Estados Unidos, onde morou até 1969. No doutorado foi orientada pelo professor William Nat Schoenfeld. 
Ao fim da pós-graduação, retornou ao Brasil, para lecionar e pesquisar na USP. Interessava-se pelos processos comportamentais e de aprendizagem, controle aversivo e controle de estímulos. Realizou também pesquisas básicas com animais. Seus estudos em seres humanos voltavam-se para a investigação de processos comportamentais envolvidos na leitura recombinativa, a partir de unidades mínimas. Seu legado é de muitas contribuições à Análise do Comportamento no Brasil. 
Faleceu em 17 de maio de 2005 em decorrência  de câncer.

## Principais artigos publicadas
- MATOS, M.A. Contingências para a análise comportamental no Brasil: Fred S. Keller. Psicologia: Teoria e Pesquisa, v.12, n.2, p.107-111, 1996.
- MATOS, M. A. As Categorias Formais de Comportamento Verbal em Skinner. Anais da XXI Reunião Anual da Sociedade de Psicologia de Ribeirão Preto – 1991, pp. 333-341.
- MATOS, M. A. Com o que o behaviorismo radical trabalha. Bernard Rangé (org). Psicoterapia comportamental e cognitiva: pesquisa, prática, aplicações e problemas. Campinas, Editorial Psy, 1995
- MATOS, M. A. Behaviorismo metodológico e behaviorismo radical. Bernard Rangé (org) Psicoterapia comportamental e cognitiva: pesquisa, prática, aplicações e problemas. Campinas, Editorial Psy, 1995.